# あんずボー

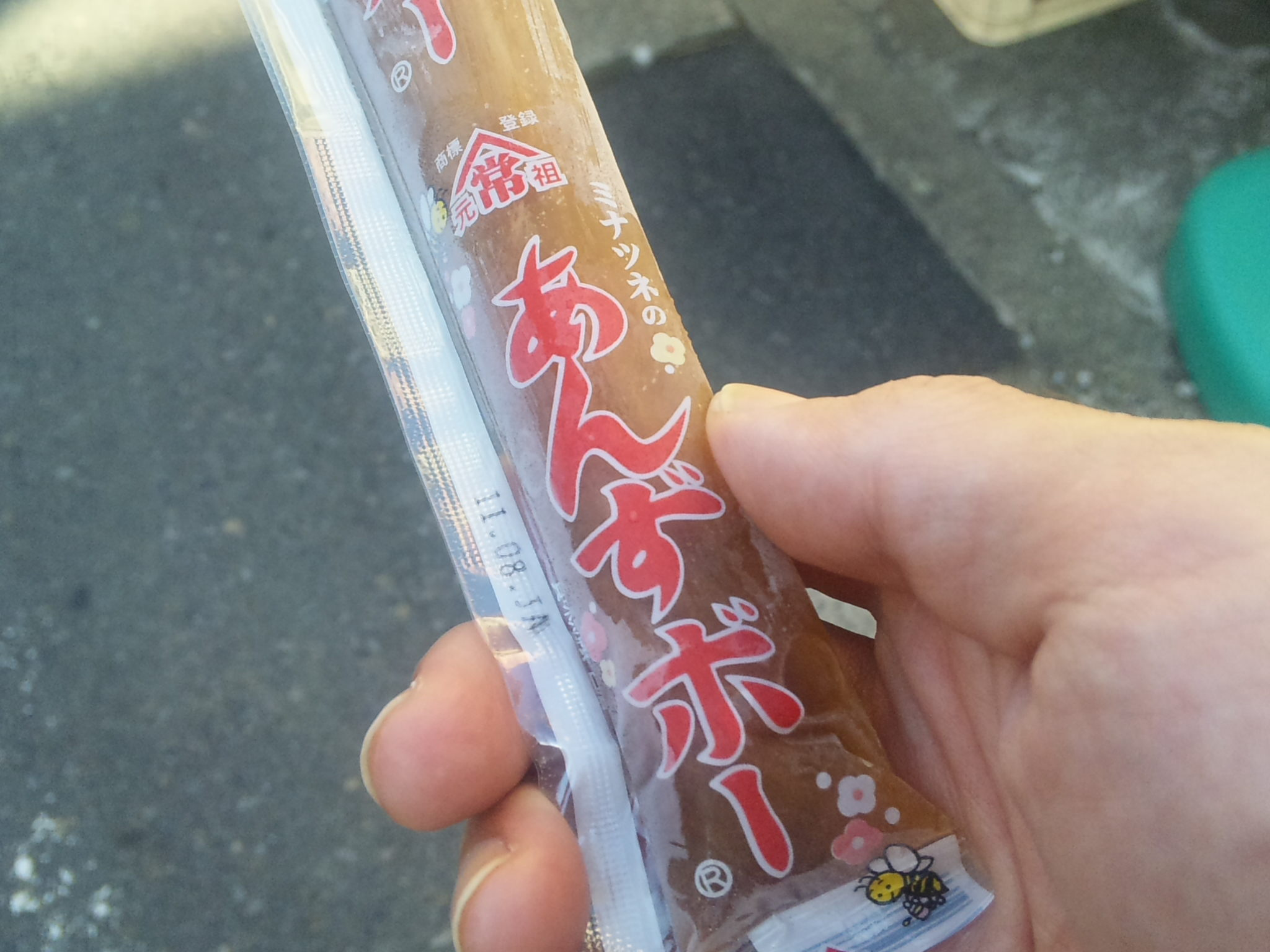
あんずボー

あんずボーは、日本の駄菓子の一つで、アンズの果実の小片をシロップに漬けて棒状のビニール袋に入れたもの。製造元は東京都台東区の駄菓子メーカー・内外あんず「港常本店」。

## 概要
戦前に干しアンズが日本へ輸入された際、港常の2代目社長の妻があんずの里で知られる長野県更埴市（後の千曲市）出身であったことから、同社で更埴の森林を山ごと購入し、アンズ菓子の製造が開始された。やがてその2代目社長の弟が独立し、後のあんずボーにあたる菓子を「あんず水」の名で製造し始めたが、社が小規模のために製造が追いつかず、港常が製造を引き取って本格的に製造を開始した。これが「あんずボー」である。当時の流通では、長野のアンズが腐敗しないうちに輸送できるのは関東地方までであったため、必然的に関東限定の駄菓子となった。そのためにアンズ製の駄菓子が売れるのは関東・首都圏のみであり、ある年代より前の年代だと関西地方や九州では知られていない。
子供たちの間では、あんずボーを冷蔵庫でアイスキャンディーのように凍らせて食べることが流行し、シャーベットのような食感が好まれた。駄菓子屋で子供があんずボーを買った後、店に備え付けの冷蔵庫に自分の分を保管することも多かった。冷蔵庫普及前は常温のままで食べられていたが、そのままでは食べにくく、冷蔵庫の普及とともに一気に売り上げが伸びることとなった。
売上倍増後は、長野のアンズは高価な上に製造も追いつかず、昭和20年代末期頃からは中国甘粛省からのアンズの輸入が開始された。駄菓子屋の衰退後はスーパーマーケットで売られるようになり、家庭に普及した冷蔵庫で気軽にあんずボーを凍らせることが可能になったこともあり、駄菓子屋衰退後もあんずボーの販売量は伸び続けた。1970年代の東京の子供たちにとっては、梅ジャムや麩菓子などと並ぶ、定番の駄菓子の一つであった。